# Liste des opérateurs du Boeing 707
 (24 novembre 2017).
 (octobre 2022).
Si vous disposez d'ouvrages ou d'articles de référence ou si vous connaissez des sites web de qualité traitant du thème abordé ici, merci de compléter l'article en donnant les références utiles à sa vérifiabilité et en les liant à la section « Notes et références ».
Cet article présente une liste des opérateurs du Boeing 707 pour du transport civil, du service cargo, ou encore des utilisations par les forces armées. 
Le Boeing 707 a été utilisé pour le transport de passagers par de nombreuses compagnies aériennes. Le service commercial est désormais arrêté, depuis 1983 aux États-Unis et depuis 2013 dans d'autres régions du monde. Les services de fret et militaire sont quant à eux toujours en activité, notamment auprès des forces aériennes indienne, iranienne, israélienne, américaine, chilienne et vénézuélienne.

## Opérateurs actuels

### Service passagers
Aucun Boeing 707 n'est encore exploité pour le transport de passagers. Saha Airlines a utilisé le B707 pour des vols passagers jusqu'en 2013, marquant la fin de ce type de service.

### Service Cargo civil
Aucun Boeing 707 n'est encore exploité pour le cargo civil. Seul le service cargo militaire et gouvernemental subsiste.

### Forces armées et gouvernementales
- Armée de l'air argentine
- Armée de l'air brésilienne
- Armée de l'air chilienne
- Armée de l'air colombienne
- Armée de l'air espagnole
- Armée de l'air française (E-3 Sentry)
- Armée de l'air indonésienne
- Armée de l'air iranienne
- Armée de l'air israélienne
- Armée de l'air italienne
- Armée de l'air pakistanaise
- Armée de l'air paraguayenne
- Armée de l'air sud-africaine
- Armée de l'air vénézuélienne
- Gouvernement d'Angola
- Libyan Airlines (avion gouvernemental)
- OTAN (avec E-3 Sentry)
- Romavia (avion présidentiel)
- Royal Air Force (avec E-3 Sentry)
- Royal Australian Air Force
- Royal Saudi Air Force
- Saudi Arabian (Royal Flight)
- United States Air Force (E-8 Joint STARS et E-3 Sentry)
- United States Navy (E-6 Mercury)

### Divers
- General Electric
- John Travolta (avion personnel)
- Honeywell

## Opérateurs passés
- Aer Lingus
- Air Afrique
- Air China
- Air France
- Air India
- Air Zimbabwe
- American Airlines
- Avianca
- Belize Airways
- Biman Bangladesh Airlines
- BOAC
- Braniff International
- British Midland
- Cathay Pacific Airways
- China Airlines
- Continental Airlines
- Dan Air London
- Egyptair
- El Al
- Ethiopian Airlines
- Iran Air
- Iraqi Airways
- Korean Air
- LAN Chile
- Libyan Arab Airlines
- Lloyd Aero Boliviano
- Lloyd International
- Deutsche Lufthansa
- Malaysia-Singapore Airlines (en)
- Malaysia Airlines
- Middle East Airlines
- Nigeria Airways
- Northwest Airlines
- Pan American World Airways
- Pakistan International Airlines
- Qantas
- Québecair
- Royal Air Maroc
- Sabena
- Saudia
- Singapore Airlines
- Somali Airways
- South African Airways
- TAP Air Portugal
- Tarom
- Transbrasil
- Trans European Airlines
- Trans World Airlines
- United States Air Force (as VC-137, etc.)
- Varig
- Western Airlines